# Sint-Lambertuskerk (Wilwerdange)

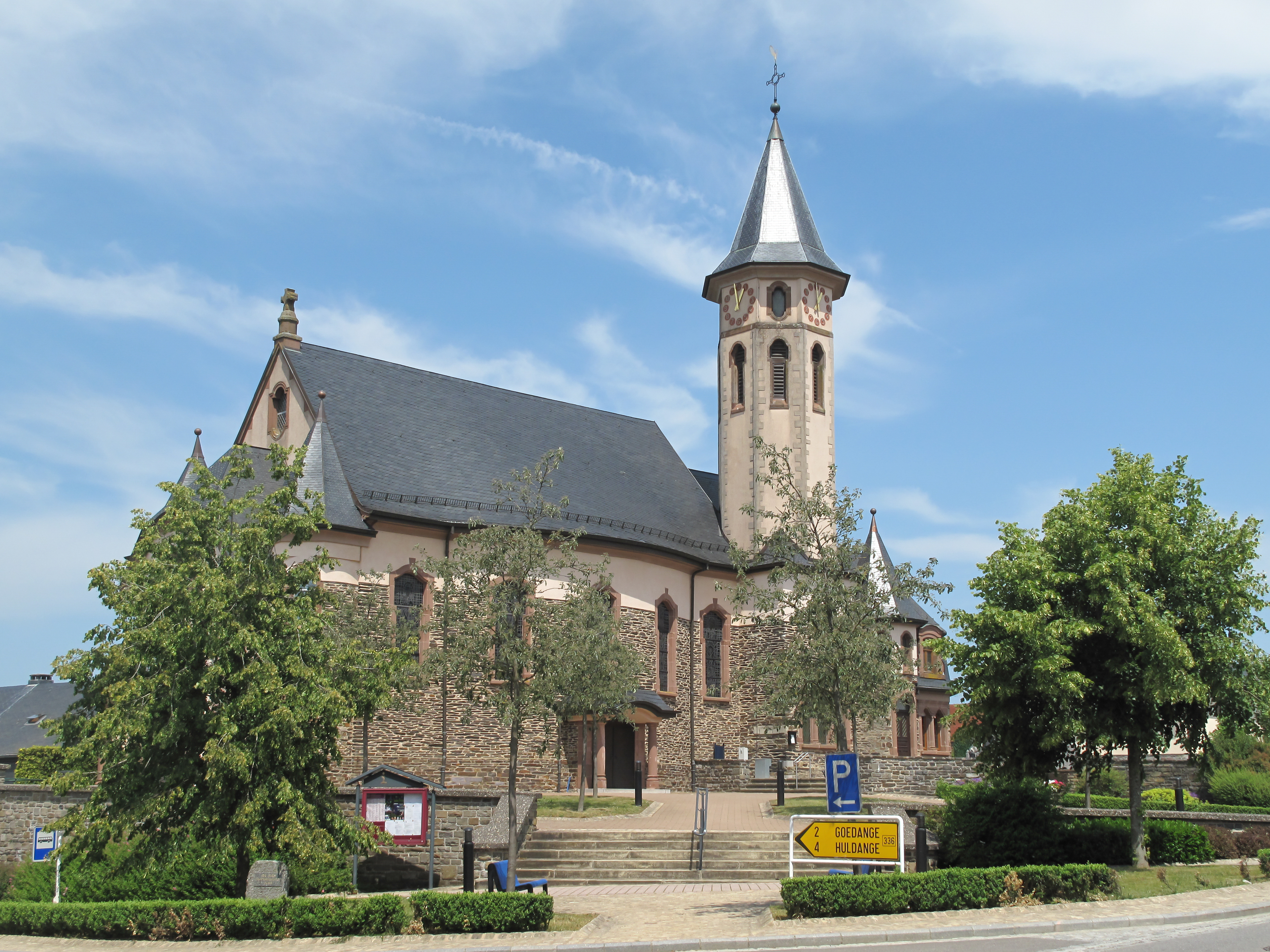
Sint-Lambertuskerk

De Sint-Lambertuskerk is een kerkgebouw in Wilwerdange in de gemeente Troisvierges in Luxemburg. De kerk staat in het midden van het dorp aan de doorgaande weg de Hauptstrooss waar de Géidgerwee en Wämperweeg hierop uitkomen.
De kerk is gewijd aan Sint-Lambertus.

## Opbouw
Het kerkgebouw bestaat van zuidwest naar noordoost uit een ingangsportaal met dubbeltorenfront, een schip met vijf traveeën en een driezijdig gesloten koor met een travee. In de zuidoostelijke kooroksel staat een achtzijdige kerktoren met ingesnoerde torenspits.
Kenmerkend aan het gebouw is dat ze in de onderste meters opgetrokken is in ruw steen, terwijl de bovenste meters lichtroze van kleur is.